# Rasskändning

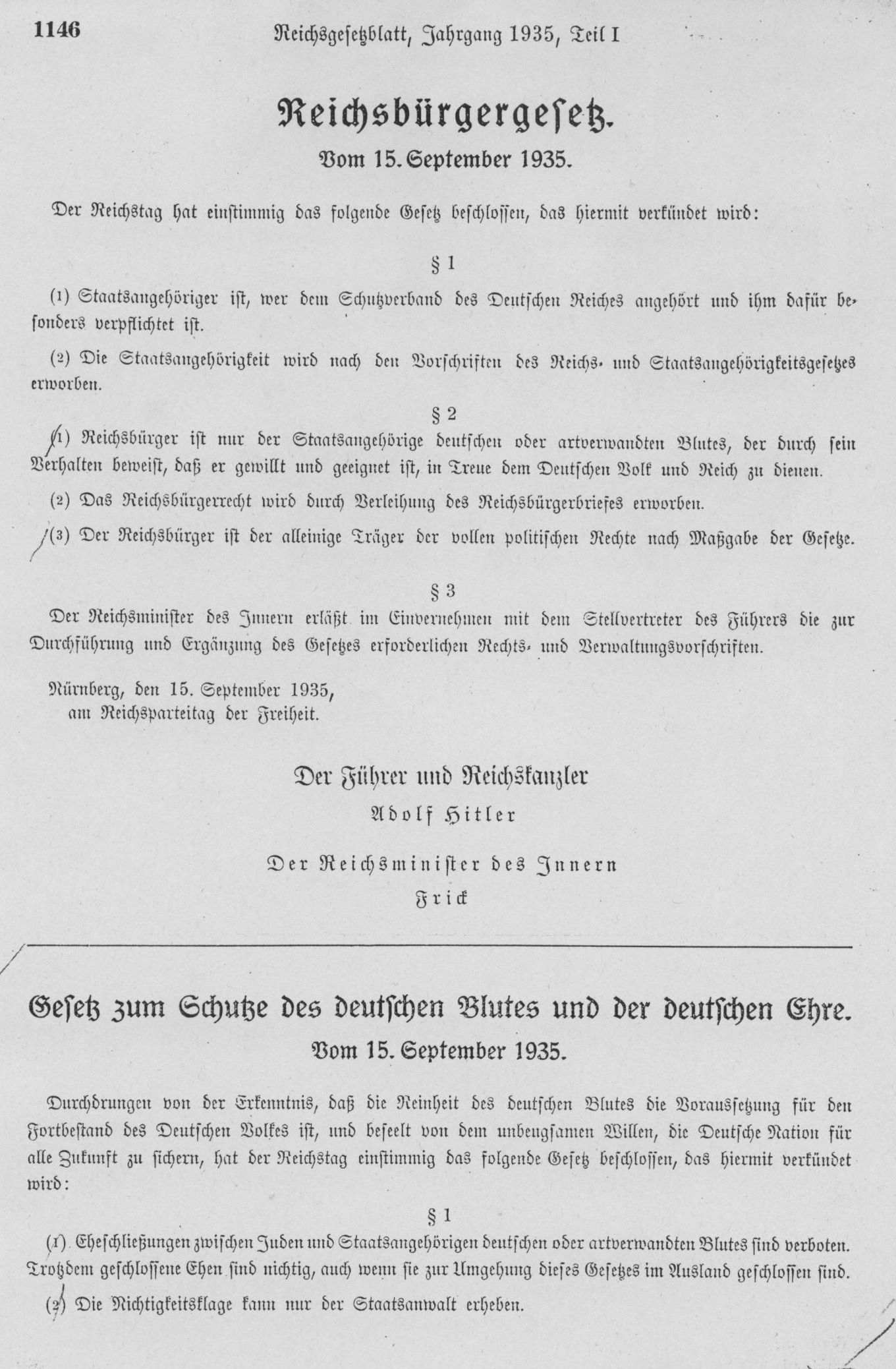
Gesetz zum Schutz des deutschen Blutes und der deutschen Ehre, "blodskyddslagen", antagen år 1935.

Rasskändning (tyska Rassenschande) innebar enligt nazistisk rasteori sexuella relationer mellan arier och icke-arier. I Nürnberglagarna, antagna den 15 september 1935, förbjöds judar och arier att ingå äktenskap; även utomäktenskapligt umgänge förbjöds.